# Jim Todd
Jim Todd (Billerica, 1952) è un allenatore di pallacanestro statunitense, professionista nella NBA.